# 1st (Streets)
1st è l'album d'esordio degli Streets, pubblicato nel 1983.

## Tracce
Testi e musiche di Steve Walsh eccetto dove specificato.
1. If Love Should Go – 4:10 (Mike Slamer, Walsh)
2. Move On – 3:50
3. One Way Street – 4:49
4. Lonely Woman's Cry – 5:40
5. Everything Is Changing – 3:12
6. Cold Hearted Woman – 3:25 (Marty Conn)
7. So Far Away – 4:02
8. Blue Town – 3:31 (Tim Gehrt, Billy Greer, Slamer, Walsh)
9. Fire – 5:06 (Gehrt, Slamer, Walsh)

Durata totale: 37:45